# 롤러코스터 (텔레비전 프로그램)
《롤러코스터》는 2009년 7월 18일부터 2013년 7월 28일까지 방영되었던 tvN의 오락 프로그램이다. 프로그램 초기 제목은 《재밌는 TV 롤러코스터》였으나, 시즌 2부터 이 제목으로 바뀌었다.
2020년 10월 6일에 후속작으로 '롤러코스터 리부트'가 나왔으나 출연자가 정가은을 제외하고는 전면 교체됐다.

## 내레이션
- 김종성
- 박기량
- 이규화
- 유강진
- 박일
- 서혜정

## 출연진
- 김정민
- 이혁재
- 서영
- 사희
- 김성주
- 박보드레
- 최은주
- 안영미
- 정경미
- 상추
- 김나영
- 서효명
- 김현숙
- 조형기
- 이정아
- 변서은
- 백종민
- 전세홍
- 이태승
- 장동민
- 윤문식
- 유상무
- 이하은
- 최완정
- 최필립
- 유현상
- 정경호
- 김민수
- 박성광
- 천수정
- 정형돈
- 정가은
- 윤태웅
- 장시우
- 이해인
- 조선옥
- 김소라
- 박태성
- 지니(박희진)

## 코너
- 《불친절한 경호씨》 (출연 : 정경호)
- 《불친절한 병철씨》 (출연 : 김병철)
- 《불친절한 가족》 (출연 : 차영옥, 김종환, 문세윤, 김정민, 장시우, 안영미, 김나영, 정경미, 이태승)
- 《소심맨》
- 《왜 그러셨어요》
- 《여자기담》
- 《새드무비》 (출연 : 최은주)
- 《광인》
- 《죽어도 섹스 앤 시티》 (출연 : 박보드레, 최은주, 정가은, 전세홍)
- 《막장 극장》
- 《막장 시트콤》
- 《막장 공포 극장》
- 《여자가 화났다》 (출연 : 전세홍, 백종민 외)
- 《남자도 화났다》
- 《연애 전쟁》
- 《위산과다 소화불량 남성 극기 드라마 her 헐!》 - 《달콤살벌 위기일발 신혼전쟁 드라마 her 헐!》로 바뀌어 방영한 적이 있다. (출연 : 이해인, 윤태웅)
- 《10minutes》 (출연 : 정경호, 이해인 외)
- 《막장 동화 극장》
- 《팝 탐구생활》
- 《연상 연하 커플의 속 타는 드라마 내 속을 태우는 구려》 (출연 : 윤지민, 윤현민)
- 《마네킹 미스터리 시트콤 스컬리와 멀더의 신혼 X-파일》
- 《롤코 로또》
- 《좌절금지 희망다큐 미니시리즈 루저전》 (출연 : 정경호, 백종민, 장시우, 전세홍, 김정민)
- 《슬기로운생활 (남녀탐구생활 ver.2)》
- 《속타그래붙어》 (출연 : 민아)
- 《트위터극장》
- 《뿌잉뿌잉》
- 《만약에 극장》 (출연 : 김정민, 박태성)
- 《바른 말 탐구생활》
- 《홍대 정태》 (출연 : 김정태, 임정은, 사희, 천수정, 박태성, 최필립, 유현상, 정경호)
- 《나는 황금솔로다》 (출연 : 차현정, 이용주)
- 《남녀 탐구생활》 (출연 : 윤태웅, 이해인, 장시우, 하연주, 정형돈, 정가은)
- 《낮술 여전사 꽐라녀》 (출연 : 정혜진)
- 《오독설의 까까오톡》 (출연 : 오세일)
- 《분노맨》 (출연 : 박상면)
- 《격동 10분》 (출연 : 안윤상, 이선, 박영재, 서혜정, 최성우, 박일, 홍경화, 배한성)
- 《나는 M이다》
- 《킬힘》
- 《무서운 직장》
- 《러브거탑》
- 《좋은女 나쁜女 이상한女》
- 《착한남 나쁜남 이상한남》
- 《총맞은것처럼》 (출연 : 김정민, 박영린, 이연두, 지니, 오초희
- 푸른거탑
- 《롤러코스터 0》 (2013년 7월 28일)

## 수상 경력
- 2010년 제4회 케이블TV 방송대상 버라이어티부문 올해의 작품상, 올해의 스타상(정형돈, 정가은, 서혜정)